# Star Wars: Droids
Ne doit pas être confondu avec Star Wars: Droid Works, sorti en français sous le titre Star Wars : Droïdes.
Pour la série télévisée nommée Star Wars: Droids en anglais, dont le jeu est adapté, voir Droïdes : Les Aventures de R2-D2 et C-3PO.
Star Wars: Droids (ou Droids: Escape from Aaron) est un jeu vidéo édité par Mastertronic sur Amstrad CPC, Commodore 64 et ZX Spectrum. Le jeu est adapté de la série télévisée Droïdes : Les Aventures de R2-D2 et C-3PO,,,. Il permet de construire un petit droïde, et de l'envoyer faire des missions diverses, telles que déplacer des caisses, appuyer sur des interrupteurs, etc., dans le but d'atteindre une sortie.
Le jeu développe les principes de base des mécanismes. (poulies-engrenages, vases communicants, etc.) Au fur et à mesure des missions, de plus en plus compliquées, l'enfant acquiert les principes de base de la mécanique, en s'amusant.

## Environnements de jeu
- Le char Jawa est le tout premier lieu du jeu dans lequel le joueur évoluera afin d'apprendre les bases du jeu (création et déplacement de droïde).

- Les dunes et déserts de sable sont des environnements sauvages dans lequel le joueur sera envoyé en mission afin de mener à bien des objectifs divers et variés bien souvent dans l'intérêt des Jawa eux-mêmes. Dans certaines missions, il n'est pas impossible de rencontrer des animaux ruminants inoffensifs, voire des chasseurs impériaux.

- Les usines et autres bâtiments seront accessibles dans les missions avancées du jeu. Ces genres de lieux peuvent paraître oppressants car ils sont souvent vides.

## Personnages
- Les Jawas: petits êtres humanoïdes à la tunique marron réputés pour la luisance de leurs yeux jaunes seront présents dès le début du jeu afin de guider le joueur. Ils peuplent le char Jawa et le joueur aura l'opportunité d'en rencontrer un peu partout au cours de ses missions.

- Camille est un petit droïde volant qui sert de voix off tout au long du jeu. Elle peut aider le joueur lorsque celui-ci est perdu.

- Les droïdes assassins sont les seuls ennemis du jeu ; dotés de jambes à pinces, ils se veulent effrayants et n'hésiteront pas à menacer le joueur lorsqu'ils seront bloqués par une porte. On apprend dans une mission du jeu qu'il existe en réalité 2 versions de droïdes assassins dont la première était la plus intelligente car elle offrait aux droïdes assassins le droit de penser par eux-mêmes. Ce qui les rendit amicaux envers les hommes. Une autre série de Droïdes assassins fut donc mise au point les rendant plus stupides et plus cruels par rapport aux premiers. Ces nouveaux droïdes eurent comme priorité d'éliminer les anciens droïdes assassins ainsi que de servir les désirs de l'empire.